# Garry Kitchen's GameMaker
Garry Kitchen's GameMaker est un jeu vidéo de création de jeu d’action développé par Garry Kitchen et publié par Activision en 1985 sur Apple II, Commodore 64 et Commodore 128 ,. Le programme est composé de plusieurs modules dédiés à la création des différents éléments d’un jeu d’action : graphismes des décors et des objets, effets sonores et musiques,. Les différentes fonctions  de ces modules sont accessibles via un système de menu dans lequel le joueur navigue à l’aide du joystick. Une fois ces éléments terminés, le joueur peut les assembler pour créer le jeu en lui-même par l’intermédiaire d’une interface dédiée. Celle-ci lui permet de programmer les évènements du jeu en utilisant des instructions proches du BASIC. Les jeux ainsi créés fonctionnent indépendamment du programme original. Après en avoir terminé la création, le joueur peut ainsi les sauvegarder sur disquette, y jouer et les distribuer. Outre ses différents modules, le programme inclut plusieurs jeux créés à l’aide de l’éditeur, dont des clones de Pitfall! et Megamania, qui peuvent être analysés et modifiés par le joueur. 